# Son Jeong-hyeon
Đây là một tên người Triều Tiên, họ là Son.
Son Jeong-hyeon (tiếng Hàn: 손정현; sinh ngày 25 tháng 11 năm 1991) là một cầu thủ bóng đá Hàn Quốc thi đấu ở vị trí thủ môn cho Gyeongnam FC.

## Sự nghiệp
Lee được lựa chọn bởi Gyeongnam FC ở đợt tuyển quân K League 2014.